# Jordi Cortizo
Jordi Cortizo de la Piedra (ur. 30 czerwca 1996 w Querétaro) – meksykański piłkarz pochodzenia hiszpańskiego występujący na pozycji skrzydłowego lub ofensywnego pomocnika, reprezentant Meksyku, od 2023 roku zawodnik Monterrey.